# Anasitch
Anasitch, pleme ili selo Kusan Indijanaca na južnoj strani zaljeva Coos u Oregonu. Spominje ih Milhau (u MS. Coos Bay vocab., B. A. E.). 

## Vanjske poveznice
- Kusan Family
- A- Oregon Indian Villages, Towns and Settlements